# Papaveronia
Papaveronia is een geslacht van wantsen uit de familie van de Miridae (blindwantsen). Het geslacht werd voor het eerst wetenschappelijk beschreven door José Cândido de Melo Carvalho in 1985.

## Soorten
Het genus bevat de volgende soorten:

- Papaveronia argentina (Berg, 1883)
- Papaveronia bergi (Carvalho & Carpintero, 1985)
- Papaveronia matocqi (Chérot & Carpintero, 2016)